# Distritos da Inglaterra

Estrutura administrativa da Inglaterra

Os distritos são o terceiro dos níveis de subdivisões da Inglaterra. Também podem ter status de borough, cidade ou borough real. Os distritos ingleses podem ser divididos em metropolitanos, não-metropolitanos, unidades autoritárias e boroughs de Londres.

## Distritos metropolitanos
Os distritos metropolitanos (metropolitan districts, em inglês) são subdivisões dos condados metropolitanos. Os 36 distritos metropolitanos são os seguintes:
| Condado metropolitano | Distritos metropolitanos                                                                  |
| --------------------- | ----------------------------------------------------------------------------------------- |
| Grande Manchester     | Manchester, Bolton, Bury, Oldham, Rochdale, Salford, Stockport, Tameside, Trafford, Wigan |
| Merseyside            | Liverpool, Knowsley, Sefton, St Helens, Wirral                                            |
| South Yorkshire       | Sheffield, Barnsley, Doncaster, Rotherham                                                 |
| Tyne e Wear           | Newcastle-upon-Tyne, Gateshead, South Tyneside, North Tyneside, Sunderland                |
| West Midlands         | Birmingham, Coventry, Dudley, Sandwell, Solihull, Walsall, Wolverhampton                  |
| West Yorkshire        | Leeds, Bradford, Calderdale, Kirklees, Wakefield                                          |

## Distritos não-metropolitanos
Os distritos não-metropolitanos (non-metropolitan districts, em inglês) são subdivisões dos condados não-metropolitanos. Os 284 distritos não-metropolitanos são os seguintes:
| Condados não-metropolitanos | Distritos não-metropolitanos (excluindo unidades autoritárias)                                                                                   |
| --------------------------- | --- |
| Bedfordshire                | Bedford - Mid Bedfordshire - South Bedfordshire                                                                                                  |
| Buckinghamshire             | South Bucks - Chiltern - Wycombe - Aylesbury Vale                                                                                                |
| Cambridgeshire              | Cambridge - South Cambridgeshire - Huntingdonshire - Fenland - East Cambridgeshire                                                               |
| Cheshire                    | Ellesmere Port e Neston - Chester - Crewe e Nantwich - Congleton - Macclesfield - Vale Royal                                                     |
| Cornwall                    | Penwith - Kerrier - Carrick - Restormel - Caradon - North Cornwall                                                                               |
| Cumbria                     | Barrow-in-Furness - South Lakeland - Copeland - Allerdale - Eden - Carlisle                                                                      |
| Derbyshire                  | High Peak - Derbyshire Dales - South Derbyshire - Erewash - Amber Valley - North East Derbyshire - Chesterfield - Bolsover                       |
| Devon                       | Exeter - East Devon - Mid Devon - North Devon - Torridge - West Devon - South Hams - Teignbridge                                                 |
| Dorset                      | Weymouth e Portland - West Dorset - North Dorset - Purbeck - East Dorset - Christchurch                                                          |
| County Durham               | Durham - Easington - Sedgefield - Teesdale - Wear Valley - Derwentside - Chester-le-Street                                                       |
| East Sussex                 | Hastings - Rother - Wealden - Eastbourne - Lewes                                                                                                 |
| Essex                       | Harlow - Epping Forest - Brentwood - Basildon - Castle Point - Rochford - Maldon - Chelmsford - Uttlesford - Braintree - Colchester - Tendring   |
| Gloucestershire             | Gloucester - Tewkesbury - Cheltenham - Cotswold - Stroud - Forest of Dean                                                                        |
| Hampshire                   | Gosport - Fareham - Winchester - Havant - East Hampshire - Hart - Rushmoor - Basingstoke e Deane - Test Valley - Eastleigh - New Forest          |
| Hertfordshire               | Three Rivers - Watford - Hertsmere - Welwyn Hatfield - Broxbourne - East Hertfordshire - Stevenage - North Hertfordshire - St Albans - Dacorum   |
| Kent                        | Dartford - Gravesham - Sevenoaks - Tonbridge e Malling - Tunbridge Wells - Maidstone - Swale - Ashford - Shepway - Canterbury - Dover - Thanet   |
| Lancashire                  | West Lancashire - Chorley - South Ribble - Fylde - Preston - Wyre - Lancaster - Ribble Valley - Pendle - Burnley - Rossendale - Hyndburn         |
| Leicestershire              | Charnwood - Melton - Harborough - Oadby e Wigston - Blaby - Hinckley e Bosworth - North West Leicestershire                                      |
| Lincolnshire                | Lincoln - North Kesteven - South Kesteven - South Holland - Boston - East Lindsey - West Lindsey                                                 |
| Norfolk                     | Norwich - South Norfolk - Great Yarmouth - Broadland - North Norfolk - King's Lynn e West Norfolk - Breckland                                    |
| Northamptonshire            | South Northamptonshire - Northampton - Daventry - Wellingborough - Kettering - Corby - East Northamptonshire                                     |
| Northumberland              | Blyth Valley - Wansbeck - Castle Morpeth - Tynedale - Alnwick - Berwick-upon-Tweed                                                               |
| North Yorkshire             | Selby - Harrogate - Craven - Richmondshire - Hambleton - Ryedale - Scarborough                                                                   |
| Nottinghamshire             | Rushcliffe - Broxtowe - Ashfield - Gedling - Newark e Sherwood - Mansfield - Bassetlaw                                                           |
| Oxfordshire                 | Oxford - Cherwell - South Oxfordshire - Vale of White Horse - West Oxfordshire                                                                   |
| Shropshire                  | North Shropshire - Oswestry - Shrewsbury e Atcham - South Shropshire - Bridgnorth                                                                |
| Somerset                    | South Somerset - Taunton Deane - West Somerset - Sedgemoor - Mendip                                                                              |
| Staffordshire               | Tamworth - Lichfield - Cannock Chase - South Staffordshire - Stafford - Newcastle-under-Lyme - Staffordshire Moorlands - East Staffordshire      |
| Suffolk                     | Ipswich - Suffolk Coastal - Waveney - Mid Suffolk - Babergh - St Edmundsbury - Forest Heath                                                      |
| Surrey                      | Spelthorne - Runnymede - Surrey Heath - Woking - Elmbridge - Guildford - Waverley - Mole Valley - Epsom e Ewell - Reigate e Banstead - Tandridge |
| Warwickshire                | North Warwickshire - Nuneaton e Bedworth - Rugby - Stratford-on-Avon - Warwick                                                                   |
| West Sussex                 | Worthing - Arun - Chichester - Horsham - Crawley - Mid Sussex - Adur                                                                             |
| Wiltshire                   | Salisbury - West Wiltshire - Kennet - North Wiltshire                                                                                            |
| Worcestershire              | Worcester - Malvern Hills - Wyre Forest - Bromsgrove - Redditch - Wychavon                                                                       |

## Autoridades unitárias
A Autoridades unitárias são autoridades locais da Inglaterra e País de Gales, criadas pelo governo britânico em 1992, com funções governativas dentro das suas áreas.

## Boroughs de Londres
Os boroughs de Londres (London boroughs, em inglês) são subdivisões da Grande Londres. Os 32 boroughs de Londres são os seguintes:
| Grupo de boroughs | Boroughs de Londres |
| ----------------- | --- |
| Inner London      | Camden \| Greenwich \| Hackney \| Hammersmith e Fulham \| Islington \| Kensington e Chelsea \| Lambeth \| Lewisham \| Southwark \| Tower Hamlets \| Wandsworth \| Cidade de Westminster                                                                                       |
| Outer London      | Barking e Dagenham \| Barnet \| Bexley \| Brent \| Bromley \| Croydon \| Ealing \| Enfield \| Haringey \| Harrow \| Havering \| Hillingdon \| Hounslow \| Kingston upon Thames \| Merton \| Newham \| Redbridge \| Richmond upon Thames \| Sutton (borough) \| Waltham Forest |